# Gaston Maspero
Gaston Camille Charles Maspero (født 23. juni 1846 i Paris, død 30. juni 1916 sammesteds) var en fransk ægyptolog.

## Liv og gerning
Maspero, hvis forfædre stammer fra Norditalien, studerede i Paris klassiske sprog, fra 1865 i École normale supérieure, hvor han på egen hånd tillige lagde sig efter arabisk og egyptisk, idet han anvendte alle sine sparepenge paa at købe egyptologiske værker af E. de Rougé, Chabas, Devéria og andre. Under Verdensudstillingen i Paris 1867 hørte Mariette tilfældig, at en elev i Normalskolen havde arbejdet sig ind i hieroglyfskriften og oversatte egyptiske tekster flydende. Han gav ham derfor nogle nylig fundne tekster, som T. Deveria og andre havde afskrevet. Maspero bragte ham få dage efter en fransk oversættelse. Ved Mariette’s hjælp fik han nogle arbejder trykte i Revue Archéologique, således sin "Stèle du songe" (1867), ligesom han også fik sin "Mémoire sur la grande inscription d’Abydos" om Ramses II’s ungdom udgivet i 1867.

### Ophold i Sydamerika
Da en spansk lærd fra Uruguay, Vicomte Lopez, ønskede en ung fransk videnskabsmand som medarbejder ved sine undersøgelser om quechua-sproget, som han antog for beslægtet med de indoeuropæiske sprog, anbefaledes Maspero til dette hverv af medlemmer af instituttet, især af E. Egger. I Sydamerika fortsatte Maspero sine egyptologiske studier, oversatte her Hymne au dieu Nil, der udkom i Paris 1868. Samme år blev han docent i egyptologi ved den nylig oprettede École des hautes-études i Paris, deltog 1870 som indkaldt til Mobilgarden under Den fransk-preussiske krig og var med i Slaget ved Montretout.

### Lærd forfatterskab
Han udgav 1871 Des formes de la conjugaison en Égyptien (1871), Une enquête judiciaire à Thèbes (1872) og disputerede i 1873 for doktorgraden i Paris med afhandlingen De Carchemis oppidi situ et Historia. Da E. de Rougé straks efter døde, blev Maspero i 1874 hans efterfølger som professor ved Collège de France. Han udgav 1875: Mémoire sur quelques papyrus du Louvre og samme år Histoire ancienne des peuples de l’Orient, der udkom i mange oplag og blev oversat på flere sprog. I 1879 begyndte han sine Études égyptiennes.
I 1880 sendtes han til Egypten med flere elever for at studere landets oldtid, hvad der førte til grundlæggelsen af Mission Archéologique Française au Caire, der fra 1883 regelmæssig udgiver Mémoires. Da Mariette døde den 18. januar 1881, blev Maspero den 8. februar hans efterfølger som leder af udgravningerne og direktør for museet, hvilket han beskrev i sin Guide du visiteur au Musée de Boulaq(1884).

### Virke i Egypten
I Egypten havde Maspero den fortjeneste at opdage og føre til museet den store samling af kongemumier, som ved år 1000 f.Kr. var blevet skjult i en vanskelig tilgængelig grav eller klipperift ved Der-el-Bahri i Theben, hvilket højst vigtige fund han beskrev i flere skrifter: Les Momies Royales de Deir-el-Baheri (1886) med flere.
Maspero, der 1883 var blevet medlem af instituttet, vendte 1887 tilbage til Frankrig, men kaldtes 1899 atter til Egypten som Directeur du Service des Antiquités de l’Égypte og forstander for museet, som han i løbet af 1902—03 overførte fra Giseh til en ny bygning i Kairo i nærheden af Kasr-el-Nil og af den store bro over Nilen. Her levede Maspero en årrække som Directeur du Service des Antiquités og leder af museet og af udgravningerne. Hver sommer tilbragte han et par måneder i Paris, hvor han fuldendte beretningen om de af ham i årets løb foretagne undersøgelser og opdagelser i Egypten. Han har desuden udgivet Les contes populair es de l’Égypte ancienne (2. Udg., 1889), Étude de mythologie et d’archéologie égyptienne (1893), L’archéologie égyptienne (1887), Histoire ancienne des peuples de l’Orient classique (3 bind, 1894—97). Flere af disse skrifter blev oversatte til engelsk og tysk. Maspero var også udgiver af Recueil de travaux rel. à l’archéologie et la philologie égyptienne et assyrienne, som han oprettede i 1870, og af Bibliothèque Égyptologique. I autografi har han udgivet mange af Champollion’s og Mariette’s efterladte papirer, skrevet tekst til dennes Monuments divers osv. I sine sidste år i Egypten fik han oprettet egyptiske provinsmuseer i Assuan, Assiut, Minich og i Tanta, hvortil endnu kom det nogle år tidligere oprettede museum i Alexandria, hvor den græsk-romerske tid, som naturligt, er stærkt repræsenteret. Ligeledes skyldes det væsentlig hans energi, at der blev udgivet en Catalogue général des Antiquités Égyptiennes du Musée de Caire, der udarbejdes af fagfolk fra alle lande. Af dette store, rigt illustrerede værk var der inden 1. verdenskrig udkommet en mængde bind, men endnu manglede mange, før de store og vigtige samlingers væsentligste dele ville foreligge i beskrivelse.

### Hjemvendt
I 1914 opgav Maspero sin stilling i Egypten og vendte tilbage til Frankrig, hvor han ankom i juli. Han blev her straks udvalgt til Secrétaire perpétuel ved akademiet efter G. Perrot’s død. Kort efter mistede han sin søn Jean Maspero, der havde vundet et anset navn som udmærket kender af den græsk-romerske tid, dens mindesmærker og indskrifter. Han faldt under 1. verdenskrig i Slaget ved Vauqois, hvilket tunge tab Maspero aldrig forvandt.